# NGC 4881
NGC 4881 é uma enorme galáxia elíptica pertencente ao Aglomerado de Coma. Possui uma magnitude aparente de 13,5, uma declinação de +28º 14' 45" e uma ascensão reta de 12 horas 59 minutos 57,7 segundos.